# Michał Mączewski
Michał Maria Mączewski (ur. 22 kwietnia 1972) – polski lekarz, naukowiec, nauczyciel akademicki, doktor habilitowany nauk medycznych, profesor Centrum Medycznego Kształcenia Podyplomowego.

## Życiorys
W 1997 ukończył studia w Wydziale Lekarskim Akademii Medycznej w Warszawie. Specjalista w zakresie chorób wewnętrznych (2004).
Stopień doktora nauk medycznych uzyskał w 2002 w Centrum Medycznym Kształcenia Podyplomowego na podstawie rozprawy pt. Rola endoteliny, kinazy białkowej C i wolnych rodników tlenowych w mechanizmie powstawania dysfunkcji śródbłonkowej naczyń wieńcowych w reperfundowanym sercu świnki morskiej. W 2011 w tej samej uczelni uzyskał stopień doktora habilitowanego na podstawie pracy pt. Pozawałowa niewydolność serca u szczura jako wynik współzawodnictwa między przerostem a rozstrzenią lewej komory. W 2019 otrzymał stanowisko profesora nadzwyczajnego w Centrum Medycznym Kształcenia Podyplomowego.
Zawodowo związany z Centrum Medycznego Kształcenia Podyplomowego. Kierownik Zakładu Fizjologii Klinicznej CMKP. W latach 2016-2024 Dziekan Szkoły Nauk Medycznych CMKP. 
Członek Zarządu Sekcji Kardiologii Eksperymentalnej Polskiego Towarzystwa Kardiologicznego.

## Publikacje
Autor lub współautor blisko 150 publikacji na temat m.in. fizjologii i patofizjologii układu sercowo-naczyniowego, niewydolności serca, oraz zawału mięśnia sercowego.

## Odznaczenia
- Złoty Krzyż Zasługi (2020)[6].
- Srebrny Krzyż Zasługi (2016)[7].
- Medal Komisji Edukacji Narodowej (2023)